# Lista över fornlämningar i Uppsala kommun (Åkerby)
Lista över fornlämningar i Uppsala kommun (Åkerby) är en förteckning av ett urval av de fornlämningar som finns i Åkerby i Uppsala kommun.
| Namn                 | Lämningstyp  | Tillkomsttid | Historisk indelning | Plats | Läge                 | ID-nr          | Bild                                      |
| -------------------- | ------------ | ------------ | ------------------- | ----- | -------------------- | -------------- | ----------------------------------------- |
| Åkerby 2:1           | Gravfält     |              | Åkerby, Uppland     |       | 59.933643, 17.458378 | 10029700020001 | Ladda upp en bild av detta fornminne      |
| Åkerby 3:1           | Hög          |              | Åkerby, Uppland     |       | 59.935674, 17.467846 | 10029700030001 | Ladda upp en bild av detta fornminne      |
| U 1070 (Åkerby 4:1)  | Runristning  |              | Åkerby, Uppland     |       | 59.935419, 17.467558 | 10029700040001 | Ladda upp en till bild av detta fornminne |
| Åkerby 6:1           | Gravfält     |              | Åkerby, Uppland     |       | 59.925149, 17.482934 | 10029700060001 | Ladda upp en bild av detta fornminne      |
| U 916 (Åkerby 8:1)   | Runristning  |              | Åkerby, Uppland     |       | 59.926107, 17.486194 | 10029700080001 | Ladda upp en till bild av detta fornminne |
| Åkerby 9:1           | Gravfält     |              | Åkerby, Uppland     |       | 59.920901, 17.482396 | 10029700090001 | Ladda upp en bild av detta fornminne      |
| Åkerby 11:1          | Hög          |              | Åkerby, Uppland     |       | 59.919976, 17.483442 | 10029700110001 | Ladda upp en bild av detta fornminne      |
| Åkerby 11:2          | Stensättning |              | Åkerby, Uppland     |       | 59.919908, 17.483135 | 10029700110002 | Ladda upp en bild av detta fornminne      |
| Åkerby 12:1          | Gravfält     |              | Åkerby, Uppland     |       | 59.932524, 17.487301 | 10029700120001 | Ladda upp en bild av detta fornminne      |
| Åkerby 14:1          | Stensättning |              | Åkerby, Uppland     |       | 59.930813, 17.487237 | 10029700140001 | Ladda upp en bild av detta fornminne      |
| Åkerby 14:2          | Stensättning |              | Åkerby, Uppland     |       | 59.930683, 17.487324 | 10029700140002 | Ladda upp en bild av detta fornminne      |
| Åkerby 15:1          | Gravfält     |              | Åkerby, Uppland     |       | 59.931437, 17.488292 | 10029700150001 | Ladda upp en bild av detta fornminne      |
| Åkerby 16:1          | Gravfält     |              | Åkerby, Uppland     |       | 59.929101, 17.493743 | 10029700160001 | Ladda upp en bild av detta fornminne      |
| Åkerby 16:2          | Hällristning |              | Åkerby, Uppland     |       | 59.929295, 17.494183 | 10029700160002 | Ladda upp en bild av detta fornminne      |
| Åkerby 17:1          | Gravfält     |              | Åkerby, Uppland     |       | 59.927102, 17.491752 | 10029700170001 | Ladda upp en bild av detta fornminne      |
| Åkerby 18:1          | Stensättning |              | Åkerby, Uppland     |       | 59.926696, 17.487693 | 10029700180001 | Ladda upp en bild av detta fornminne      |
| Åkerby 20:1          | Gravfält     |              | Åkerby, Uppland     |       | 59.927069, 17.486466 | 10029700200001 | Ladda upp en bild av detta fornminne      |
| Åkerby 22:1          | Stensättning |              | Åkerby, Uppland     |       | 59.927106, 17.487941 | 10029700220001 | Ladda upp en bild av detta fornminne      |
| Åkerby 22:2          | Stensättning |              | Åkerby, Uppland     |       | 59.927144, 17.487575 | 10029700220002 | Ladda upp en bild av detta fornminne      |
| U 1069 (Åkerby 23:1) | Runristning  |              | Åkerby, Uppland     |       | 59.926304, 17.487982 | 10029700230001 | Ladda upp en till bild av detta fornminne |
| Åkerby 24:1          | Gravfält     |              | Åkerby, Uppland     |       | 59.926745, 17.489097 | 10029700240001 | Ladda upp en bild av detta fornminne      |
| Åkerby 25:1          | Stensättning |              | Åkerby, Uppland     |       | 59.926850, 17.488301 | 10029700250001 | Ladda upp en bild av detta fornminne      |
| U 1071 (Åkerby 26:1) | Runristning  |              | Åkerby, Uppland     |       | 59.931016, 17.500519 | 10029700260001 | Ladda upp en bild av detta fornminne      |
| U 1067 (Åkerby 28:1) | Runristning  |              | Åkerby, Uppland     |       | 59.923573, 17.496066 | 10029700280001 | Ladda upp en till bild av detta fornminne |
| U 1066 (Åkerby 28:2) | Runristning  |              | Åkerby, Uppland     |       | 59.923556, 17.496181 | 10029700280002 | Ladda upp en till bild av detta fornminne |
| Åkerby 29:1          | Gravfält     |              | Åkerby, Uppland     |       | 59.914412, 17.502579 | 10029700290001 | Ladda upp en bild av detta fornminne      |
| Åkerby 30:1          | Hällristning |              | Åkerby, Uppland     |       | 59.926239, 17.476608 | 10029700300001 | Ladda upp en bild av detta fornminne      |
| Åkerby 31:1          | Hällristning |              | Åkerby, Uppland     |       | 59.932585, 17.493097 | 10029700310001 | Ladda upp en bild av detta fornminne      |
| Åkerby 32:1          | Stensättning |              | Åkerby, Uppland     |       | 59.936636, 17.484032 | 10029700320001 | Ladda upp en bild av detta fornminne      |
| Åkerby 33:1          | Hög          |              | Åkerby, Uppland     |       | 59.900367, 17.539964 | 10029700330001 | Ladda upp en bild av detta fornminne      |
| Åkerby 33:2          | Hög          |              | Åkerby, Uppland     |       | 59.900507, 17.540349 | 10029700330002 | Ladda upp en bild av detta fornminne      |
| Åkerby 34:1          | Hög          |              | Åkerby, Uppland     |       | 59.934836, 17.469878 | 10029700340001 | Ladda upp en bild av detta fornminne      |
| Åkerby 35:1          | Hällristning |              | Åkerby, Uppland     |       | 59.931020, 17.474523 | 10029700350001 | Ladda upp en bild av detta fornminne      |
| Åkerby 38:1          | Stensättning |              | Åkerby, Uppland     |       | 59.931351, 17.486103 | 10029700380001 | Ladda upp en bild av detta fornminne      |
| Åkerby 38:2          | Stensättning |              | Åkerby, Uppland     |       | 59.931557, 17.485809 | 10029700380002 | Ladda upp en bild av detta fornminne      |
| Åkerby 39:1          | Hällristning |              | Åkerby, Uppland     |       | 59.932499, 17.491705 | 10029700390001 | Ladda upp en bild av detta fornminne      |
| U 1068 (Åkerby 42)   | Runristning  |              | Åkerby, Uppland     |       | 59.923405, 17.496750 | 12000000053925 | Ladda upp en bild av detta fornminne      |
| Jumkil 14:1          | Gravfält     |              | Åkerby, Uppland     |       | 59.933122, 17.456779 | 10024500140001 | Ladda upp en bild av detta fornminne      |
| Harbo 76:2           | Stensättning |              | Åkerby, Uppland     |       | 60.044651, 17.206630 | 10228700760002 | Ladda upp en bild av detta fornminne      |